# Kluč
Kluč (németül: Rad) Habartov településrésze Csehországban a Karlovy Vary-i kerület Sokolovi járásában. Központi községétől 2 km-re északkeletre fekszik. A 2001-es népszámlálási adatok szerint 218 lakóháza van.